# Naissance en 859
Naissance
- 855
- 856
- 857
- 858
- 859
- 860
- 861
- 862
- 863

Cette page dresse une liste de personnalités nées au cours de  l'année 859 :
- Ali ibn Isa al-Jarrah (en), ministre perse du califat abbasside.
- Tannet de Pagan (en), roi de Pagan en Birmanie.

date incertaine (vers 859)
- Rodolphe Ier de Bourgogne, roi de Bourgogne (c'est-à-dire de Haute-Bourgogne ou Bourgogne Transjurane).

## Crédit d'auteurs
- Cet article est partiellement ou en totalité issu de l'article intitulé « 859 » (voir la liste des auteurs).